# Elburzia fenestrata
Elburzia fenestrata är en korsblommig växtart som först beskrevs av Pierre Edmond Boissier och Rudolph Friedrich Hohenacker, och fick sitt nu gällande namn av Ian Charleson Hedge. Elburzia fenestrata ingår i släktet Elburzia och familjen korsblommiga växter. Inga underarter finns listade i Catalogue of Life.